# National Institutes of Health
Els National Institutes of Health (NIH, traduïts com Instituts Nacionals de la Salut) és una institució del govern dels Estats Units responsable de la recerca en biomedicina i salut pública. Va ser fundada a finals de la dècada de 1880 i ara forma part del Departament de Salut i Serveis Humans dels Estats Units. La majoria de les instal·lacions dels NIH es troben a Bethesda, Maryland i altres suburbis propers de l'àrea metropolitana de Washington, amb altres instal·lacions primàries al Research Triangle Park de Carolina del Nord i instal·lacions satèl·lit més petites situades pels Estats Units.
El 2013, el Programa de Recerca Intramural (IRP) comptava amb 1.200 investigadors principals i més de 4.000 becaris postdoctorals en investigació bàsica, translacional i clínica, sent la institució de recerca biomèdica més gran del món. mentre que, a partir de 2003, el braç extramural proporcionava el 28% del finançament de la investigació biomèdica que es gastava anualment als Estats Units, o aproximadament uns 26.400 milions de dòlars EUA.
El 2019, el NIH va ocupar el lloc número dos del món, per darrere de la Universitat Harvard, en ciències biomèdiques al Nature índex, que va mesurar les contribuents més importants en articles publicats en un subconjunt de revistes destacades del 2015 al 2018.